# شهر فرمانتل
شهر فرمانتل (به انگلیسی: City of Fremantle) یک منطقهٔ مسکونی در استرالیا است که در استرالیای غربی واقع شده‌است.

## خواهرخوانده
شهرهای Seberang Perai، یوکوسوکا، کاناگاوا، کاپو د اورلاندو، مولفتا و فونچال خواهرخوانده‌های شهر فرمانتل هستند.